# Szebenyi Endre
Szebenyi Endre (Nagylak, 1912. július 19. – Budapest, 1949. október 26.) ügyvéd, belügyi államtitkár.

## Életpályája
Nagylakon született Szebenyi Árpád (1883–1961) magántanár és Gartner Rózsa (1893–1963) fiaként. Budapesten szerzett jogi doktori oklevelet. Az ügyvédi vizsga letétele után ügyvédi irodát nyitott a fővárosban. A védőügyvédje volt a letartóztatott szocialistáknak és kommunistáknak. 1943-ban munkaszolgálatos volt. 1945 után az MKP tagja lett, és a rendőrségnél vezető poszton dolgozott. Ezt követően a belügyminisztériumban Rajk László helyettese, belügyi államtitkár volt. 1949-ben hamis vádak alapján letartóztatták, elítélték és kivégezték.
A bíróság 1956-ban rehabilitálta.